# Режеляция
Режеляция — явление смерзания ледяных кристаллов и отдельных массивов льда в местах их соприкосновения, находящихся в условиях повышенных давлений.
В результате повышенного давления в начале процесса режеляции происходит плавление кристаллов льда и перемещение образующейся воды в места меньшим давлением, где она вновь замерзает, спаивая в единый массив отдельные кристаллы или куски льда. Режеляция протекает с заметной интенсивностью при температурах, близких к 0°. При более низких температурах для осуществления этого процесса требуется слишком большое давление. Это явление применимо к веществам, таким как лёд, которые расширяются при замерзании и точка плавления которых понижается с повышением давления.